# Neomaso insperatus
Neomaso insperatus là một loài nhện trong họ Linyphiidae.
Loài này thuộc chi Neomaso. Neomaso insperatus được Alfred Frank Millidge miêu tả năm 1991.